# Desmodontinae

Distribución de D. rotundus

Distribución de D. ecaudata

Distribución de D. youngi

Los murciélagos vampiro (Desmodontinae) son una subfamilia de quirópteros filostómidos, que se nutren con sangre, rasgo nutricional denominado hematofagia. Hay tres especies de murciélago que se nutren únicamente con sangre: el vampiro común (D. rotundus), el vampiro de patas peludas (D. ecaudata) y el vampiro de alas blancas (D. youngi). Las tres especies son nativos de América, extendiéndose desde México a Brasil, Chile, Argentina y Uruguay.

## Especies
A causa de las diferencias entre las tres especies, cada una ha sido catalogada dentro de un género diferente. Con anterioridad estas tres especies (con su respectivo género) fueron situadas dentro de una familia propia, Desmodontidae (Bonaparte, 1845), pero los taxonomistas actuales los han agrupado ahora como una subfamilia, Desmodontinae, dentro de la familia de los filostómidos.
El hecho de que las tres especies conocidas de murciélagos vampiros sean más similares entre ellas que a cualquier otra especie de quirópteros, sugiere que el hábito hematófago (alimentarse de sangre) tuviera un desarrollo único y que las tres especies pueden compartir un ancestro común.

## Anatomía

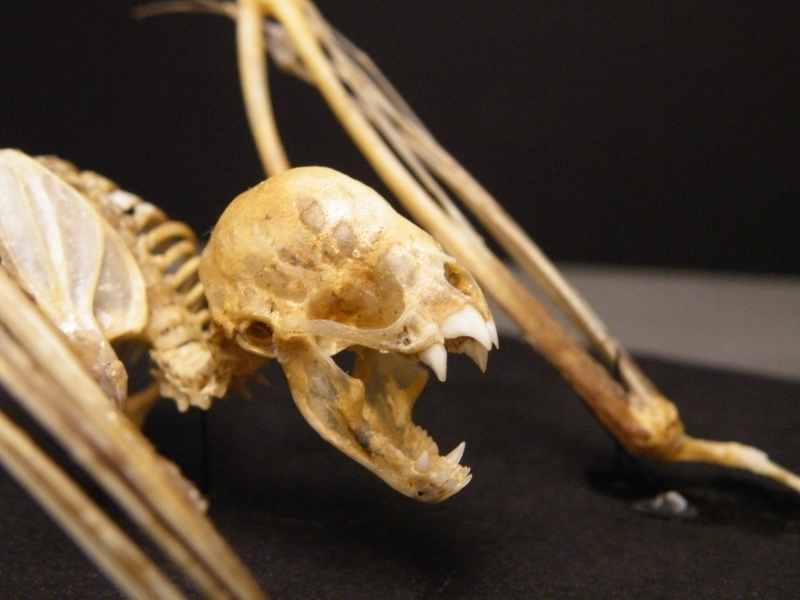
Esqueleto de vampiro común (Desmodus rotundus), donde se aprecian sus distintivos incisivos y caninos.

A diferencia de los murciélagos frugívoros, el vampiro tiene un hocico corto, cónico y carece del pliegue membranoso de piel en la nariz presente en muchas especies de murciélagos; en su lugar tiene unas almohadillas desnudas con surcos en forma de U en la punta. El vampiro común también ha desarrollado termorreceptores en su nariz que le permite percibir la radiación infrarroja emitida por las zonas ricas en sangre en sus presas homeotermas y que funciona de forma similar a los receptores infrarrojos de las serpientes.
Generalmente tienen orejas pequeñas y una membrana caudal corta. Sus dientes delanteros están especializados en el corte y sus dientes traseros son mucho más pequeños que en otros murciélagos. Su sistema digestivo está adaptado a su dieta líquida, y su saliva contiene una glicoproteína, la draculina, que impide que la sangre de la presa coagule.
El colículo inferior, la parte del cerebro del murciélago que procesa el sonido, está adaptado para localizar el sonido regular de la respiración de los animales mientras duermen y que forma su principal fuente de comida.

## Alimentación
Los vampiros sólo cazan cuando está totalmente oscuro. Como los murciélagos frugívoros y a diferencia de los insectívoros y de los que se alimentan de peces, sólo emiten pulsos de sonido de baja energía. El vampiro sudamericano o vampiro común (Desmodus rotundus) no es muy escrupuloso y se nutre de cualquier animal de sangre caliente, mientras que tanto el vampiro de patas peludas (Diphylla ecaudata) como el vampiro de alas blancas (Diaemus youngi) se nutre con la sangre de las aves y de los humanos. En estudios en laboratorio ha sido imposible alimentar al vampiro de alas blancas con sangre de ganado.

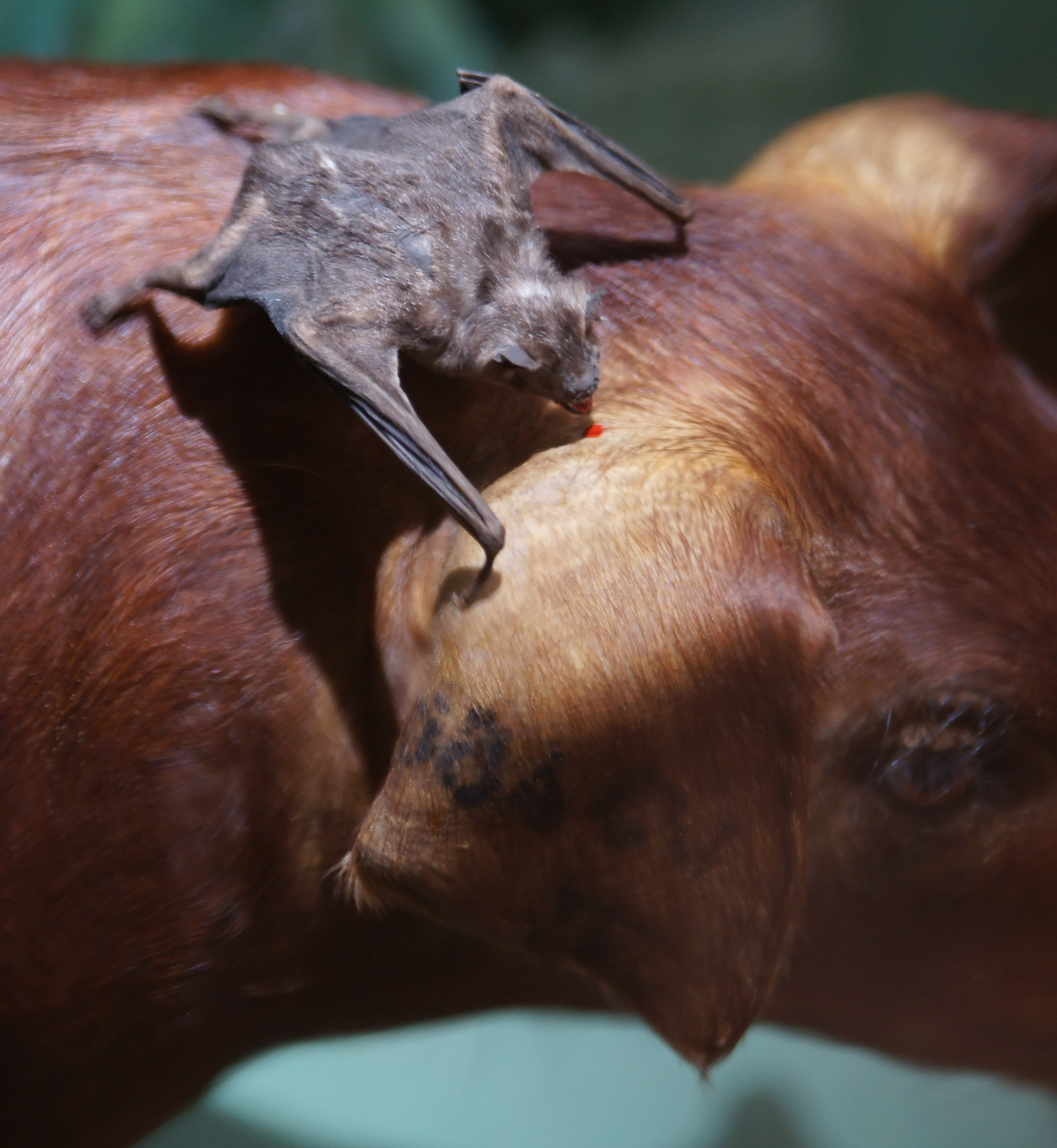
Representación de un murciélago vampiro atacando a un cerdo (Museo de Historia Natural de Viena).

Una vez que el vampiro común localiza un huésped, como un mamífero dormido, aterriza sobre una zona desprovista de pelo, o bien cerca de su presa y se dirige a ella por tierra. Son los más ágiles en tierra de todos los murciélagos y un estudio reciente encontró que los vampiros comunes pueden correr a velocidades de hasta 7,9 km/h. Eligen un lugar conveniente para morder utilizando un sensor de radiación infrarroja situado en su nariz con el que localizan un área donde la sangre fluye cerca de la piel. Solamente existen otros tres vertebrados que cuentan con la capacidad de percibir la radiación infrarroja, las boas, las pitones y los crótalos. Para alimentarse no absorben la sangre, sino que la beben a lengüetadas.
Si el huésped cuenta con piel provista de pelo, el vampiro común usa sus colmillos y molares como la navaja de un barbero para afeitar los pelos. Con sus agudos y afilados incisivos superiores hacen un corte de 5 mm de diámetro y 5 mm de profundidad sin cortar venas o arterias. Los incisivos superiores carecen de esmalte, lo que permite que estén permanentemente agudos y afilados.
Su saliva, que inyecta en la víctima, tiene una función clave en el proceso de alimentarse de la herida. La saliva contiene varios compuestos que prolongan el desangrado, como anticoagulantes que inhiben coagulación de sangre y compuestos que previenen el estrangulamiento de los vasos sanguíneos próximos a la herida.
Cada vampiro, independientemente de la especie, necesita aproximadamente dos cucharadas de sangre cada día. Esto representa aproximadamente el 60% de su peso corporal, o 20 g de sangre. Su anatomía y fisiología están adaptadas para un rápido procesamiento y digestión de la sangre para permitir al animal darse a la fuga poco después de alimentarse. La pared estomacal y el intestino absorben rápidamente el agua del plasma sanguíneo, que es transportado en poco tiempo a los riñones, de donde pasa a la vejiga urinaria para la excreción. Un vampiro común comienza a arrojar orina dos minutos después de la alimentación. Aunque se desprende de la mayor parte del líquido ingerido, lo que facilita su huida, todavía queda el 20-30% de su peso corporal en sangre. Para levantar vuelo, el murciélago genera un impulso suplementario poniéndose en cuclillas y arrojándose al aire. Por lo general, dos horas después de partir, el vampiro común vuelve a su cubil y pasa el resto de la noche digiriendo su comida.
El vampiro común muere si se pasa dos días seguidos sin comida, de manera que los individuos que han encontrado una presa pueden dar un poco de sangre a los que no. Si otro día son ellos los que se quedan sin comida, un murciélago más afortunado les devolverá el favor. Estos intercambios de sangre sólo se producen entre murciélagos emparentados. El cambio de beber leche a beber sangre se produce a una edad temprana; los padres empiezan a acostumbrar a las crías dándoles pequeñas cantidades de sangre. Sin embargo, las crías beben leche hasta los nueve meses de edad. Una característica de los grupos de vampiros es que, si una madre muere, sus hijos serán adoptados por hembras de su familia.

## Su papel en la transmisión de enfermedades
Puesto que la cantidad de sangre perdida por sus mordeduras es relativamente pequeña, el daño producido a las presas es también pequeño. El mayor riesgo en sus presas a causa de estas mordeduras está asociado a su exposición a infecciones secundarias, parásitos y el contagio de enfermedades transmitidas por virus como la rabia.
La rabia se produce de forma natural en muchos animales salvajes, pero es mucho más frecuente en mofetas o zorros que en murciélagos, y dado que las mordeduras de vampiros a humanos son muy poco frecuentes, el contagio de esta enfermedad a los humanos es muy rara. Aun así, teniendo en cuenta que los vampiros pueden ser portadores del virus de la rabia, deben ser manejados con precaución.
La mayor incidencia de la rabia en el ganado se produce en las grandes poblaciones de vampiros de Sudamérica, donde llegó a ser un importante problema económico. Para disminuir la incidencia de este problema se desarrolló un veneno específico para los murciélagos y que se aplica en las partes del ganado en las que generalmente muerden los vampiros y que ingieren al alimentarse y transmiten además al resto de la colonia debido a sus hábitos de acicalamiento entre sus individuos.

### Salud humana
La rabia puede ser transmitida a los humanos por las mordeduras de los murciélagos vampiros. Desde que los perros están ampliamente inmunizados contra la rabia, el número de transmisiones de rabia por murciélagos vampiros supera a las de los perros en América Latina, con 55 casos documentados en 2005. El riesgo de infección para la población humana es menor que para el ganado expuesto a las mordeduras de murciélagos. Solo el 0,5% de los murciélagos son portadores de la rabia, y los que lo son pueden ser torpes, estar desorientados y ser incapaces de volar.
Las propiedades únicas de la saliva de los murciélagos vampiros han encontrado algún uso positivo en la medicina. Un estudio publicado en el número del 10 de enero de 2003 de la revista Stroke: Journal of the American Heart Association probó un fármaco modificado genéticamente llamado desmoteplasa, que utiliza las propiedades anticoagulantes de la saliva del Desmodus rotundus, y que demostró aumentar el flujo sanguíneo en pacientes con ictus.

## Vampiros no hematófagos
Los «vampiros» no hematófagos reciben ese nombre porque tienen un gran parecido con los auténticos vampiros, pero no se alimentan de sangre; se pueden citar especies como el vampiro espectro (Vampyrum spectrum), que posee una envergadura alar de más de 50 cm y el moharra o vampiro de nariz lanceolada (Phyllostomus hastatus), que recibe ese nombre por una estructura parecida a un apéndice que se ubica en el hocico.

## En la ficción
Los murciélagos se utilizan a menudo en películas y libros sobre los mitológicos vampiros. Los vampiros en la ficción también consumen sangre, generalmente para sobrevivir. Al igual que los murciélagos vampiros, estos seres suelen perforar el cuello de sus víctimas con sus agudos colmillos y sorben la sangre del área perforada. Los vampiros ficticios también son generalmente nocturnos, y raramente salen durante el día, al igual que los murciélagos vampiros. Entre otras facultades de estos seres ficticios se incluye la posibilidad de que sus víctimas se transformen a su vez en vampiros, o la capacidad de convertirse ellos mismos en murciélagos, adquiriendo sentidos similares a estos animales, y en muchas películas de terror un murciélago llega hasta la ventana de su víctima y de forma mágica se transforma en el mitológico vampiro.